# Камен Велев
Камен Димов Велев е български инженер, ректор (1993 – 2003) на Химикотехнологичния и металургичен университет в София (ХТМУ), заместник-министър на образованието и науката през 2003 – 2005 г. в правителството на Симеон Сакскобургготски. Участва в учредяването на партия „България на гражданите“.

## Биография
Роден на 9 януари 1942 г. в София в семейството на Димо Филев, академик хидроинженер от село Долно Белево, Харманлийско. През 1961 – 1963 следва по специалност „Електроника“ във Висшия машинноелектротехнически институт (ВМЕИ), а след това продължава образованието си в Ленинградския електротехнически институт (ЛЕТИ), който завършва през 1967 г. като електроинженер по специалността „Автоматика и телемеханика“. Започва трудовата си дейност като инженер, по-късно научен сътрудник, в Централния научно-изследователски институт по автоматизация (ЦНИКА).
През 1973 г. защитава дисертация на тема „Сравнителен анализ на алгоритми за идентификация на нестационарни обекти“ в Московския енергетичен институт (МЕИ) за научна степен „кандидат на техническите науки“ (сега „доктор“), а през 1986 г. дисертация на тема „Идентификация на параметрично зависими обекти“ за присъждане на научната степен „доктор на техническите науки“.
Работи като преподавател в Катедра „Автоматизация на производството“ (АП), Факултет по химично и системно инженерство, ХТМУ: асистент (1971), доцент (1980), професор (1989) по „Теория на автоматичното управление“.
Основни области на научна и преподавателска дейност: приложна статистика, идентификация и оценяване на параметри, адаптивно управление, интелигентно управление.
Автор на над 100 научни труда (от които 35 в чужбина), 2 монографии и 9 учебника и учебни помагала; ръководител на 15 научни договора с финансиране от МОН, ЕК, фирми, организации; рецензент на повече от 60 книги, учебници, дисертационни трудове и конкурси за придобиване на научни звания.
Председател на международен програмен комитет на симпозиум по компютърно подпомагано инженерно обучение (1999 г.), член на програмни комитети на национални конференции с международно участие по автоматика, по автоматика и информатика, по организация и планиране на експерименталните изследвания.
Участие в редколегии на научни списания: „Автоматика и информатика“, „Information technologies and control“, „Advances in Bulgarian science“ (председател).
Дъщеря му, Зинаида Златанова, е вицепремиер на България в правителството на Пламен Орешарски.

### Основни трудове
- К. Велев, Математически основи на автоматиката, Техника, София,1982;
- К. Велев, Динамични модели и оценки на параметрите им, МНП, София,1983;
- К. Велев, Теория на автоматичното управление, Мартилен, София, 1993;
- К. Велев, Адаптивни системи, Аркас, София, 1995;
- K. Velev, Modelisation experimentale: Methodes statistiques, Les éditions UCTM, Sofia, 2007.

### Административна дейност
- Ръководител катедра „Автоматизация на производството“, ВХТИ – София, 1991 – 1993 г.;
- Ректор на ХТМУ, 1993 г. – 2003 г.
- Член на Акредитационния съвет към НАОА, 1996 – 1999 г., 2014 – 2020 г.
- Председател на Съвета на ректорите, 1998 – 2003 г.
- Член на Президиума на ВАК, 2003 – 2006 г.
- Заместник-министър на образованието и науката, 2003 – 2005 г.
- Председател на ИС на НФНИ, 2004 – 2006 г.

### Международна дейност
- Член на Техническия комитет по адаптивно управление към Международната федерация по автоматично управление (IFAC), 1993 – 1996 г.
- Член на Съвета на Асоциацията на европейските университети, 1998 – 2003 г.
- Член на Бюрото на Административния съвет на Асоциацията на франкофонските университети, 2001 – 2005 г.
- Член на Бюрото на Дирекционния комитет за висше образование и наука към Съвета на Европа, 2002 – 2006 г.
- Член на Бюрото на българо-американската комисия „Фулбрайт“, 2002 – 2008 г.
- Член на Бюрото на Научния съвет на Асоциацията на франкофонските университети, 2006 – 2012 г.
- Член на Техническия комитет по проектиране на системи за управление към IFAC, 2006 – 2009 г.
- Председател на регионалната комисия за Централна и Източна Европа на научните експерти към Асоциацията на франкофонските университети, 2007 – 2012 г.

### Спортна дейност
- Републикански шампион по висок скок (юноши младша възраст), 1958 г.
- Републикански шампион по баскетбол (юноши) с „Червено знаме“ и „Армеец“, 1959 – 1961 г.
- Републикански шампион по баскетбол (мъже) с „Академик“, 1963 г.

## Отличия
- Орден „Кирил и Методий I степен“, 2016 г.
- Офицер на ордена на Академичните палми (Франция), 1995 г.